# 鈴木貴子 (脚本家)
鈴木 貴子（すずき たかこ）は、日本の脚本家。東京都出身。テレビドラマの脚本を数多く手がけている。

## 主な作品
- 世にも奇妙な物語（1990年）
- 愛さずにいられない （1991年）
- ネオドラマシリーズ（1992年）
- あの頃のあなたへ～アンドロイドは電気仕掛けの恋をするのか（1993年）
- 花王愛の劇場・離婚パーティー（1993年）
- アリよさらば（1994年）
- SALE!（1995年）
- 雪の上で好きと言って（1995年）
- 花王愛の劇場・とっても母娘（1995年）
- ひと夏のプロポーズ（1996年）
- もう大人なんだから!（1996年）
- せつない探偵 柚木草平の殺人レポート 第1〜4作（1996年）
- 恋愛前夜 いちどだけ（1996年）
- ドンウォリー!（1998年）
- 花王愛の劇場・パパ・レンタル中（1998年）
- P.S.元気です、俊平 第3〜11話（1999年）
- 花王愛の劇場・大好き!五つ子ファーストシーズン（1999年）
- 十津川警部シリーズ 寝台急行「銀河」殺人事件（1999年）
- おばあちゃま、壊れちゃったの?（2000年）
- 西村京太郎サスペンス 探偵 左文字進 第4～6作（2001年）
- 銀座高級クラブママ青山みゆき 第2作（2007年）
- スイート10〜最後の恋人〜 （2008年）
- かりゆし先生ちばる! （2009年）